# Philemon Bliss

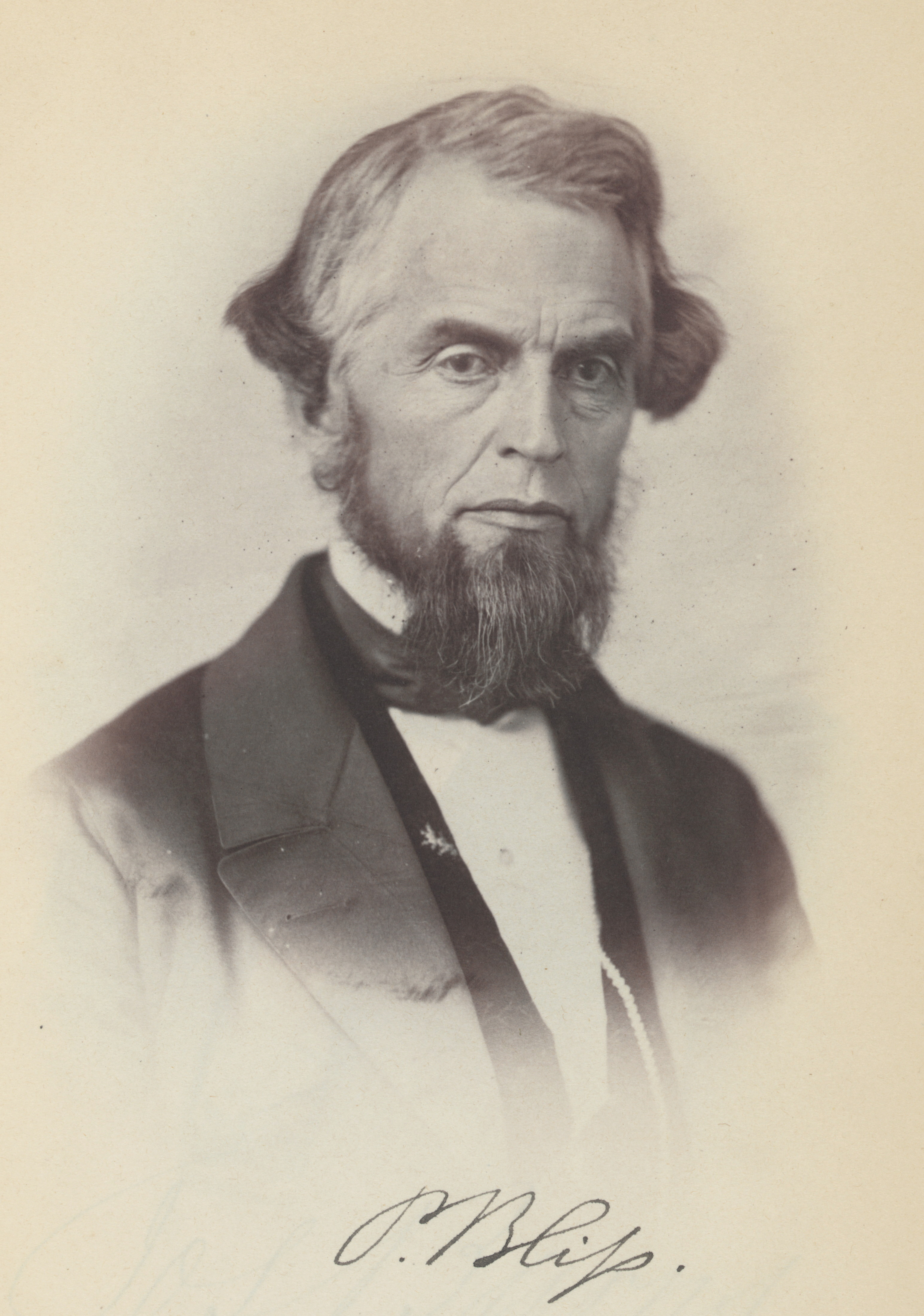
Philemon Bliss (1859)

Philemon Bliss (* 28. Juli 1813 in Canton, Connecticut; † 25. August 1889 in Saint Paul, Minnesota) war ein US-amerikanischer Jurist und Politiker. Zwischen 1855 und 1859 vertrat er den Bundesstaat Ohio im US-Repräsentantenhaus.

## Werdegang
Philemon Bliss besuchte die Fairfield Academy und das Hamilton College. Nach einem Jurastudium und seiner 1840 erfolgten Zulassung als Rechtsanwalt begann er in Cuyahoga Falls (Ohio) in diesem Beruf zu arbeiten. Später verlegte er seinen Wohnsitz und seine Kanzlei nach Elyria. Zwischen 1848 und 1851 war er Richter im 14. Gerichtsbezirk seines Staates. Politisch war er zunächst Mitglied der kurzlebigen Opposition Party. Ab 1857 gehörte er der Republikanischen Partei an.
Bei den Kongresswahlen des Jahres 1854 wurde Bliss im 14. Wahlbezirk von Ohio in das US-Repräsentantenhaus in Washington, D.C. gewählt, wo er am 4. März 1855 die Nachfolge des Demokraten Harvey H. Johnson antrat. Nach einer Wiederwahl konnte er bis zum 3. März 1859 zwei Legislaturperioden im Kongress absolvieren. Diese waren von den Ereignissen im Vorfeld des Bürgerkrieges geprägt. Im Jahr 1858 verzichtete er auf eine weitere Kandidatur.
Zwischen 1861 und 1868 war Philemon Bliss Oberster Richter (Chief Justice) im Dakota-Territorium; von 1868 bis 1872 war er beisitzender Richter am Supreme Court of Missouri. Von 1872 bis zu seinem Tod war er Dekan der juristischen Fakultät der University of Missouri in Columbia. Er starb am 25. August 1889 in Saint Paul und wurde in Columbia beigesetzt.